# Pseudomystus
Pseudomystus — рід риб з родини Bagridae ряду сомоподібних. Має 19 видів.

## Опис
Загальна довжина представників цього роду коливається від 6 до 22 см. Голова коротка, у нижній частині сплощена. Очі маленькі, овальної форми. Морда закруглена. Має 4 пари вусиків помірної довжини, з яких 2 пари розташовані на нижній щелепі. Тулуб кремезний. Спинний плавець великий, широкий, високий, з короткою основою. Жировий плавець середнього розміру. Грудні та черевні плавці невеличкі. Грудні плавці з гострими колючками. Генітальний сосочок у самців більш виразний, ніж в інших родів сомоподібних. Анальний плавець короткий, низький. Хвостовий плавець великий, розрізаний.
Забарвлення основного фону темних кольорів, зазвичай коричневого. По ньому розкидані світлі або контрастні смужки чи цятки. Спинні, грудні та черевні плавці темно-коричневого кольору. У низки видів смужки та цятки поєднані. Хвостовий плавець золотавого забарвлення. Різняться види за ступенем контрастності малюнка.

## Спосіб життя
Біотопного моделі мають два основних типи. Перший — це річки і канали з помірною течією і кам'янисто-піщаними ґрунтами (P.siamensis). Другий — торф'яні болота з чорної і кислою водою. Є й винятки. Наприклад, P.stenomus зустрічається у швидкій течії річок та струмків. Днем відсиджуються в укриттях — під корчами або серед коріння дерев. Вночі виходять в пошуках здобичі. Живляться водними безхребетними.
На нерест заходять, що відбувається в період дощів, виходять в затоплені ділянки річок. Мальки з'являються вже в серпні.

## Розповсюдження
Поширені у водоймах Південно-Східної Азії: від Таїланду до Індонезії. найбільша кількість видів зустрічається на островах Суматра та Калімантан.

## Види
- Pseudomystus bomboides
- Pseudomystus breviceps
- Pseudomystus carnosus
- Pseudomystus flavipinnis
- Pseudomystus fumosus
- Pseudomystus funebris
- Pseudomystus heokhuii
- Pseudomystus inornatus
- Pseudomystus leiacanthus
- Pseudomystus mahakamensis
- Pseudomystus moeschii
- Pseudomystus myersi
- Pseudomystus robustus
- Pseudomystus rugosus
- Pseudomystus siamensis
- Pseudomystus sobrinus
- Pseudomystus stenogrammus
- Pseudomystus stenomus
- Pseudomystus vaillanti

## Тримання в акваріумі
В домашніх умовах цих сомів можна селити в єдиному оформленому акваріумі, який задовольнить всі види. Для них підійде ємність від 100—150 літрів. На дно насипають дрібний пісок темного кольору, оскільки сомики люблять повалятися на ньому. Рослинами засаджують 30 % площі. Не завадять і плаваючі на поверхні води рослини. Укриттями послужать гіллясті корчі або печерки з каменів. Мирні. Утримувати можна групою або поодинці. Сусідами можуть бути не агресивні рибки — боціі, барбуси, інші соми. З технічних засобів знадобиться малопотужний внутрішній фільтр для створення слабкої течії. Температура тримання повинна становити 20-26 °C.